# DIN 6789
Die DIN 6789 legt die Anforderungen an die Verfälschungssicherheit und die Freigabe von digitalen Produktdaten fest. Diese Norm wurde vom Arbeitsausschuss NA 152-06-01 AA „Dokumentationswesen“ des Normenausschusses Technische Grundlagen im Fachbereich Technische Produktdokumentation des Deutschen Instituts für Normung erarbeitet.

## Anwendungsbereich
Die DIN 6789 ist auf die Anforderungen an technische Dokumente beschränkt. Die in diesem Dokument beschriebenen Anforderungen an die Verfälschungssicherheit und die Freigabe von digitalen Produktdaten schaffen die Voraussetzung dafür, dass:
- gesetzliche und/oder jeweils spezifische Anforderungen aus den relevanten Verträgen erfüllt werden können;
- Anforderungen von zertifizierenden oder zulassenden Instanzen erfüllt werden können;
- eine Nachweisführung möglich wird, die in größtmöglichem Umfang eventuell Risiken minimiert, die aus der Qualität der relevanten Dokumente sowie der sie generierenden beziehungsweise freigebenden Prozesse resultieren könnte;
- die entsprechenden Dokumente für die Wiederbenutzung im Geschäftsprozess (zum Beispiel bei späteren Produktmodifikationen) gesichert zur Verfügung stehen;
- Risiken in Folge von anzweifelbaren Nachweisdokumenten (zum Beispiel in Produzentenhaftungsfällen) reduziert werden.

## Historie
Die Fassung vom Oktober 2013 ersetzte die DIN 6789-5:1995-10, DIN 6789-6:1998-05 und die DIN 6789-7:2005-06. Somit wird deutlich, dass es vor dem Jahr 2013 eine Normenreihe gab, deren Inhalte in der DIN 6789 zum Teil zusammengefasst wurden.

### Unterteilung der früheren Normenreihe

#### DIN 6789-1
- Dokumentationssystematik; Aufbau Technischer Produktdokumentationen
- Ausgabe: 1990-09
- Zurückgezogen: 2011-06 (ersatzlos)[3]

#### DIN 6789-2
- Dokumentationssystematik; Dokumentensätze Technischer Produktdokumentationen
- Ausgabe: 1990-09
- Zurückgezogen: 2011-06 (ersatzlos)[4]

#### DIN 6789-3
- Dokumentationssystematik; Änderung von Dokumenten und Gegenständen; Allgemeine Anforderungen
- Ausgabe: 1990-09
- Zurückgezogen: 2011-06 (ersatzlos)[5]

Die Anwendung der DIN EN 82045 Teil 1 wird vom Herausgeber der ersatzlos zurückgezogenen DIN 6789-3:1990-09 empfohlen.

#### DIN 6789-4
- Dokumentationssystematik; Inhaltliche Gliederung Technischer Produktdokumentationen
- Ausgabe: 1995-10
- Zurückgezogen: 2011-06 (ersatzlos)[7]

#### DIN 6789-5
- Dokumentationssystematik; Freigabe in der Technischen Produktdokumentation
- Ausgabe: 1995-10
- Zurückgezogen: 2013-10[8]

Das Dokument wurde ersetzt durch die DIN 6789:2013-10.

#### DIN 6789-6
- Dokumentationssystematik; Verfälschungssicherheit digitaler technischer Dokumentation
- Ausgabe: 1998-05
- Zurückgezogen: 2013-10[9]

Das Dokument wurde ersetzt durch die DIN 6789:2013-10.

#### DIN 6789-7
- Dokumentationssystematik; Qualitätskriterien für Freigabeprozesse digitaler Produktdaten
- Ausgabe: 2005-06
- Zurückgezogen: 2013-10[10]

Das Dokument wurde ersetzt durch die DIN 6789:2013-10.